# 佩奇湖
佩奇湖（德語：Peetschsee），是德國的湖泊，位於該國東北部梅克倫堡-前波美拉尼亞州，由梅克倫堡湖區郡負責管轄，長1.4公里、寬0.2公里，面積0.33平方公里，海拔高度59米。